# Catharanthus lanceus
A Catharanthus lanceus também conhecida como Lochnera Lancea é uma planta da família das Catharanthus. Nativa e endêmica do Madagascar é principalmente encontrada no centro do país, e também pode ser encontrada em outros lugares do mundo. Prefere clima subúmido, e gosta de aréas com muitas pastagens e florestas.
Essa planta pode viver em altitudes que vão de 500 metros (m) até 2 000 metros de altura. No Madagascar pode ser encontrada nas províncias de Antananarivo, Fianarantsoa e Toamasina, e a áreas protegidas nas províncias de Ankaratra, Ibity e Itremo.
As flores de Catharanthus lanceus são perenes e bissexuais, as sépalas são ligeiramentes fundidas na base. A planta alcança no máximo cerca de um metro de altura de comprimento total. Possui os caules e ramos avermelhados.A época de maior parecimento de flores e frutos ocorre nos meses que vão de setembro a maio.